# Daron Russell
Daron Russell (Filadelfia, 6 maggio 1998) è un cestista statunitense.

## Biografia
È il fratello minore di DeWayne Russell, anch'egli cestista.

## Carriera
Dopo aver trascorso la carriera universitaria tra i Rhode Island Rams e i Maryland Terrapins, il 7 luglio 2022 firma il primo contratto professionistico con il Mornar Bar. Dopo uno straordinario inizio di stagione, in cui ha anche stabilito il nuovo record di punti segnati in una partita di ABA Liga (47), il 21 gennaio 2023 si trasferisce al Galatasaray, con cui si lega fino al 2024.